# نیژنی تاگیل
شهر نیژنی تاگیل (به روسی: Нижний Тагил) در کشور روسیه و در اوبلاست سوردلوفسک واقع شده‌است.